# Champvent
Champvent ([ʃɑ̃ˈvɑ̃], toponimo francese) è un comune svizzero di 651 abitanti del Canton Vaud, nel distretto del Jura-Nord vaudois.

## Storia
Nel 1811 Champvent ha inglobato il comune soppresso di Saint-Christophe e nel 2011 quelli di Essert-sous-Champvent e Villars-sous-Champvent.

## Monumenti e luoghi d'interesse

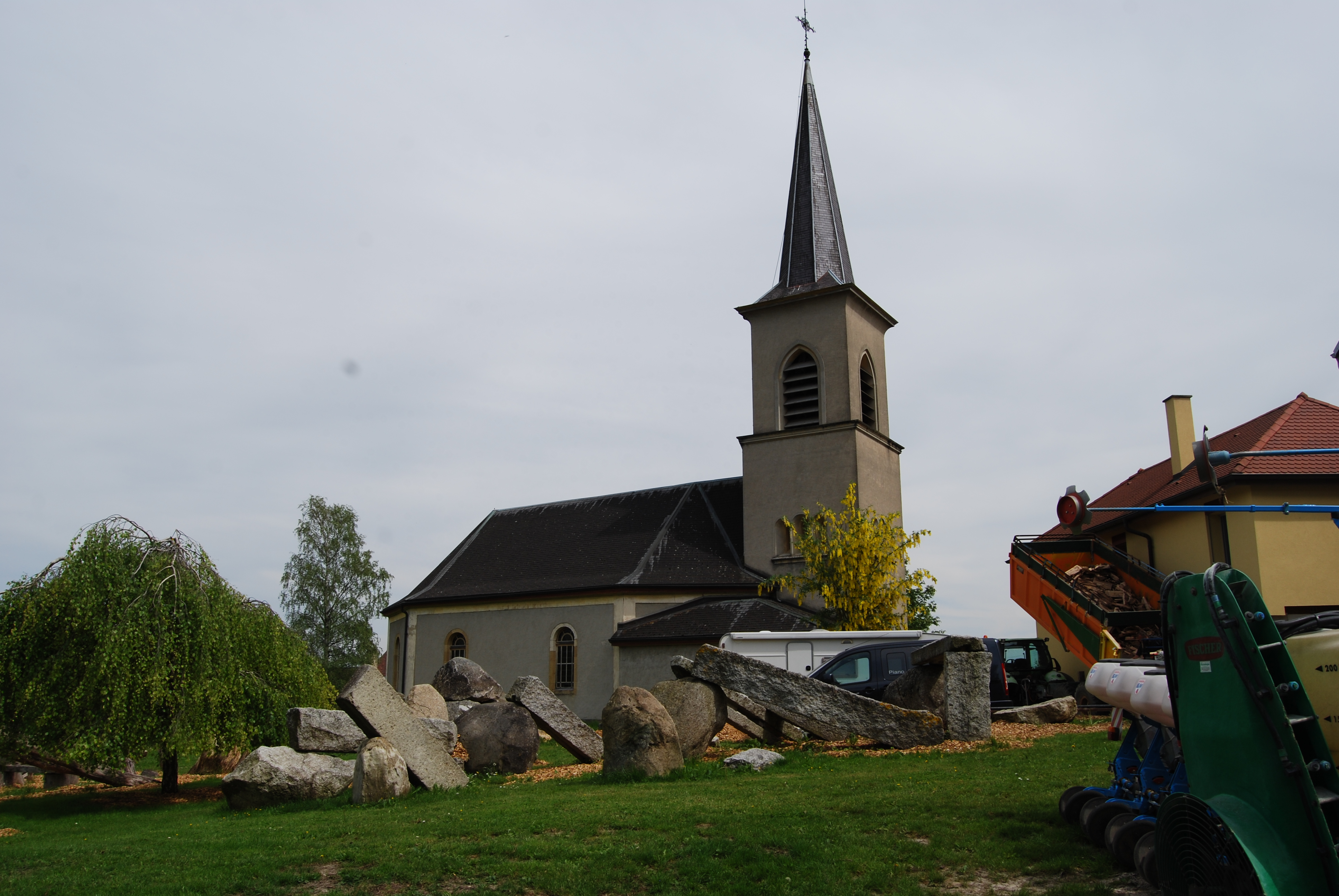
La chiesa di Nostra Signora

- Chiesa riformata di Nostra Signora, attestata nel 1013 e ricostruita nel 1691-1693[1].

## Società

### Evoluzione demografica
L'evoluzione demografica è riportata nella seguente tabella:
Abitanti censiti

## Infrastrutture e trasporti
Champvent è servito dalla stazione di Essert-sous-Champvent, sulla ferrovia Yverdon-Sainte-Croix.

## Amministrazione
Ogni famiglia originaria del luogo fa parte del cosiddetto comune patriziale e ha la responsabilità della manutenzione di ogni bene ricadente all'interno dei confini del comune.